# یواس‌اس هالیکالا (ای‌یی-۲۵)
یواس‌اس هالیکالا (ای‌یی-۲۵) (به انگلیسی: USS Haleakala (AE-25)) یک کشتی بود که طول آن ۵۱۲ فوت (۱۵۶ متر) بود. این کشتی در سال ۱۹۵۹ ساخته شد.